# Роаян
Роая̀н (на френски: Royan) е морски курортен град в Югозападна Франция, департамент Шарант Маритим на регион Поату-Шарант. Населението му е 18 372 жители, по данни от 1 януари 2016 г.

## История

### Втора световна война
По време на Втората световна война две германски укрепления, в близост до Роаян, отбраняват устието на Жиронда. През 1945 г. те представляват един от последните джобове на съпротивата на Третия райх по крайбрежието на Атлантическия океан във Франция, много след като останалата част от Франция е освободена. В ранните часове на 5 януари голяма армада от около 350 тежки бомбардировача на Кралските военновъздушни сили (RAF) бомбардират Роян в две атаки, които довеждат до унищожаването на града. Това е направено по искане на Върховния щаб на съюзническите експедиционни сили (SHAEF), за да се избегнат допълнителни кръвопролития за тази маловажна позиция.
Първата бомбардировка убива над 1000 цивилни и само 23 германски войника. Когато американците на свой ред атакуват по-късно, и използват напалм, целия град е унижощен и са дадени още 1700 цивилни жертви.
Хауърд Зин, автор на Народната история на САЩ, е един от пилотите на американските бомбардировачи, които участват в атаките срещу Рояан и по-късно описва бомбардировките.